# ويلهلم هابيل
ويلهلم هابيل (بالألمانية: Wilhelm Abel)‏ (و. 1904 – 1985 م) هو اقتصادي، ومؤرخ زراعي، ومؤرخ اقتصادي، وأستاذ جامعي ألماني، توفي في غوتينغن، عن عمر يناهز 81 عاماً.